# アルピコグループ
アルピコグループは、アルピコホールディングス株式会社を持株会社とし、傘下のアルピコ交通（旧称：松本電気鉄道）を中核企業として、長野県を中心に事業展開を行う企業グループである。

## グループ概要
交通、ホテル、レジャー、流通・エージェント、自動車サービスの5業種が事業の柱。グループスローガンは『「ありがとう」を広げます アルピコグループ』。同グループが事業展開する北アルプス連峰にちなみ、ALPIne COrporationの頭文字を取って命名された。
交通分野にとどまらない総合生活関連企業グループへの飛躍を求め、1990年にGI（グループアイデンティティ）を導入。米国ランドーアソシエイツ社による、同グループ各社の高速バスなどの"Highland Express"のボディデザインをはじめとするGIを導入した。
「ALPICO」および「アルピコ」の名称および5色のストライプロゴなどは登録商標である。

### 経営再建・株式上場
同グループは2007年12月25日に、メインバンクである八十二銀行に対し「私的整理に関するガイドライン」に基づく再生支援要請を行った。再生計画は以下の通り。
- 2008年5月1日付けで持ち株会社「アルピコホールディングス」を設立し、7月までにグループ各社を子会社化する[5][6]。
- オーナー一族を含む現在の取締役は全員、グループ全社の経営から退陣する。
- 取引先金融機関8行は、総額約173億円の金融支援を行う（143億円の債権放棄と30億円の債務の株式化）。
- 松本電鉄の減資を行ったうえで、取引先金融機関から、債務の株式化30億円を含む55億円の増資を、株式会社リサ・パートナーズから20億円の増資を受ける。
- グループ内企業を整理し、事業の柱を交通、ホテル（旅館）、流通（小売業）の3業種に絞る。

2008年3月28日に、グループの事業再構築計画が産業活力再生特別措置法2条2項の認可を受け、これにより登録免許税の軽減、資産評価損の損金算入の支援措置を受け、2011年3月までの期限で再建を図ることになった。
2008年5月1日に、松本電気鉄道株式会社が株式移転を行い、持株会社のアルピコホールディングス株式会社を設立。グループ会社各社についても、2008年7月1日に、株式交換ないし株式譲渡により、持株会社の完全子会社となった。
2008年8月25日には、グループ子会社の統合・再編を発表。2008年10月1日に、諏訪バス株式会社、川中島バス株式会社、アルピコハイランドバス株式会社のバス事業3社を、持株会社の子会社から松本電気鉄道株式会社の子会社とした。さらにアルピコハイランドバスについては、2009年1月に松本電鉄への吸収合併が行われた。バス事業を松本電鉄傘下に統合し、一体的運営でコスト削減を図る。また、ホテル事業は東洋観光事業株式会社が株式会社諏訪湖ロイヤルホテルと株式会社ホテル翔峰を吸収合併。システム関連事業2社を合併し、株式会社アマックに集約した。流通事業では、2009年1月に株式会社アップルランドが広丘ショッピングタウン株式会社を吸収合併した。
このような官民からの支援に基づく負債圧縮やグループ企業の再編・整理を進めた結果、当初の計画通り2011年3月末（3月31日付）をもって事業再生計画は完了・終結した。前述の金融支援に加え、3年間で合計118億円の借入金返済を行ったことで、グループの負債総額は再生計画開始当初の604億円から約313億円まで圧縮された。なお、再生計画の最終段階として、八十二銀行を主幹事行（アレンジャー）とする協調融資（シンジケート・ローン）により、残る借入金のうち309億円の借り換え（リファイナンス）を行っている。
再生計画終結後もグループ再編は引き続き進められており、2011年4月1日には、鉄道・バス事業について、松本電鉄が川中島バス、諏訪バスの2社を吸収合併し、社名を「アルピコ交通株式会社」に変更した。同時にタクシー事業について、アルピコタクシー中央が、岡谷、茅野、長野、諏訪の4社を吸収合併し、社名を「アルピコタクシー株式会社」に変更した。
アルピコホールディングスは、2024年12月25日に東京証券取引所スタンダード市場に上場した。なお、東京証券取引所における業種別分類は陸運業ではなく小売業となる。

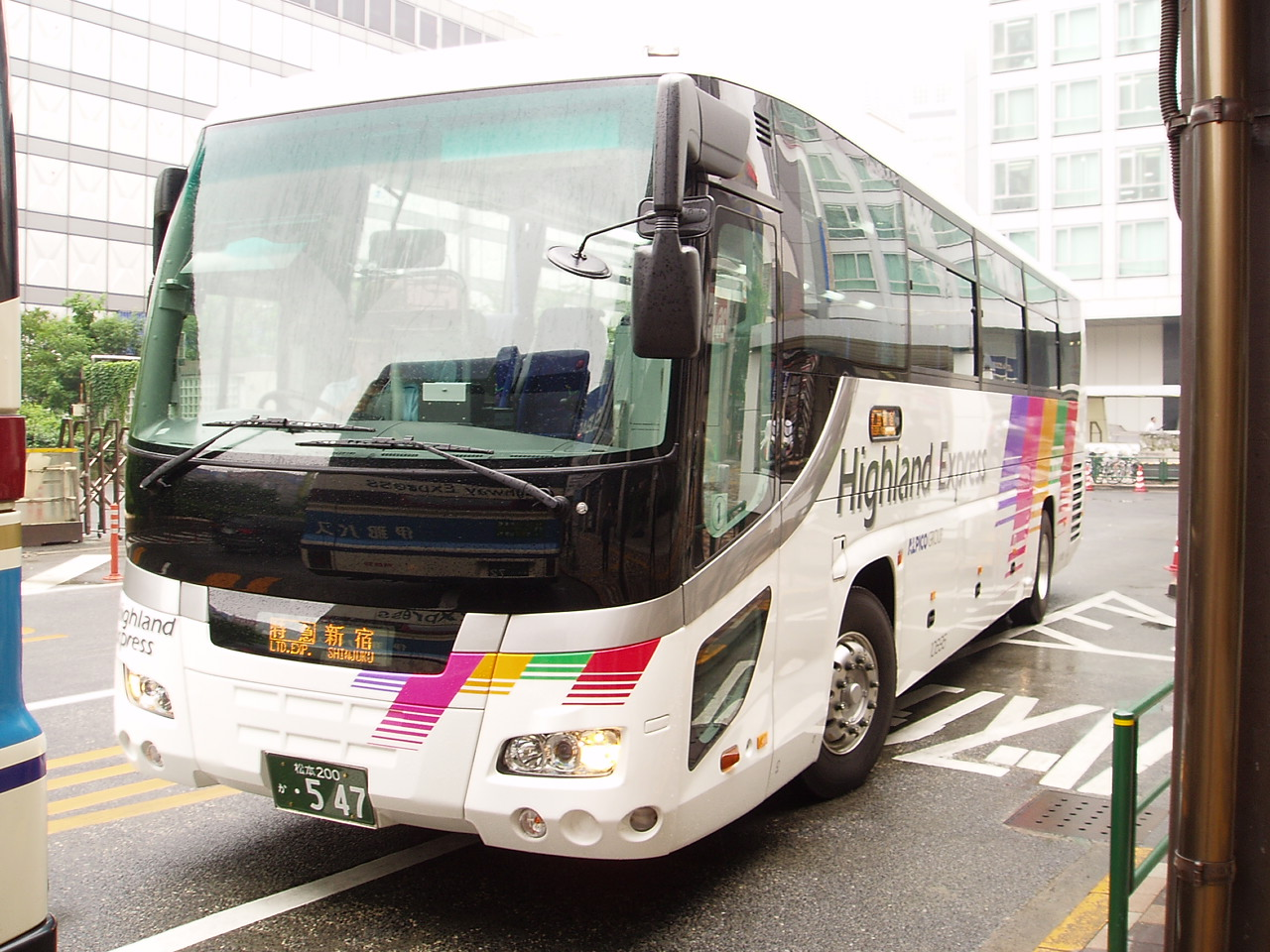
松本電気鉄道（アルピコ交通）の高速バス
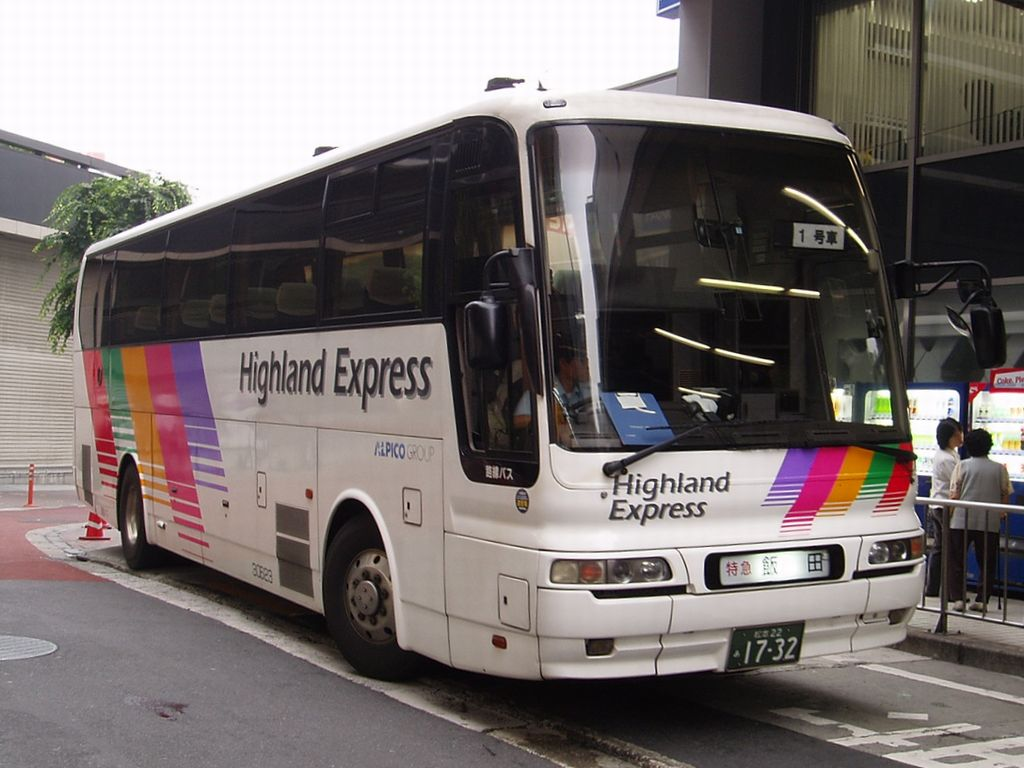
諏訪バス（アルピコ交通）の高速バス
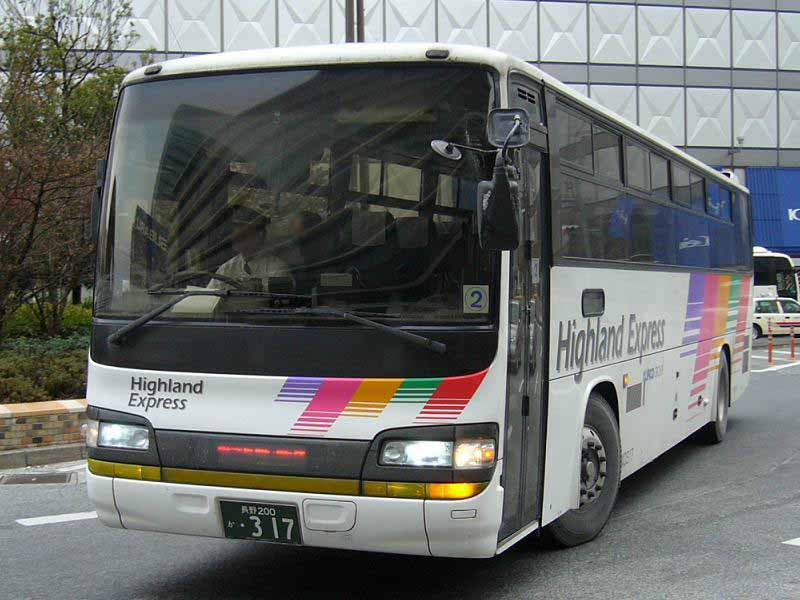
川中島バス（アルピコ交通）の高速バス

## アルピコホールディングス歴代社長
- 堀籠義雄（2008年〜2017年）（八十二銀行常務取締役より着任）
- 曲渕文昭（2017年〜2022年）（八十二銀行副頭取より着任）
- 佐藤裕一（2022年〜）（八十二銀行常務取締役より着任）

## グループ一覧
特記なき限り全て株式会社である。※印は、2007年12月25日に再生支援要請を行った企業19社。◎印は、2008年3月28日に認可された事業再構築計画の対象7社。

### 持株会社
- アルピコホールディングス

### 交通
- アルピコ交通（旧称 - 松本電気鉄道、グループ中核企業、松本市） ※◎
  - 2009年1月1日にアルピコハイランドバス（※◎）を吸収合併。
  - 2011年4月1日に諏訪バス（茅野市、※◎）、川中島バス（長野市、※◎）を吸収合併の上改称。
  - 2012年4月1日にアルピコ興業（松本市、※）を吸収合併。
  - 2019年4月1日にアルピコ交通大阪（大阪府大阪市、※）を吸収合併。
  - 2020年10月1日にアルピコ自工（松本市）を自動車整備部門とし吸収合併。
- アルピコ交通東京
  - 2015年4月1日にアルピコ交通東京営業所を分社化し設立。
- アルピコタクシー（旧称・アルピコタクシー中央、松本市、 ※）
  - 2008年1月1日にアルピコタクシー松本を吸収合併。
  - 2011年4月1日に、アルピコタクシー岡谷（岡谷市）・アルピコタクシー諏訪（岡谷市）・アルピコタクシー茅野（茅野市）・アルピコタクシー長野（長野市）を吸収合併し現社名に商号変更。
  - アルピコタクシー木曽（木祖村）は、2007年9月1日にやぶはらタクシーに社名変更しアルピコグループ離脱。
  - 2016年4月1日に下記2社を吸収合併。
    - 信州アルピコタクシー（旧称 - 信州名鉄交通、松本市） - 2013年12月2日、信州名鉄運輸より全株式を取得し、商号変更。
    - 宇都宮（長野市） - 2015年3月にアルピコグループ入り。

  - 2019年4月1日に下記1社を吸収合併。
    - アルプス交通（松本市） -2017年10月にアルピコグループ入り。

  - 2021年4月1日に下記1社を吸収合併
    - 松本タクシー（松本市） -2020年10月1日アルピコグループ入り。

### ホテル
- アルピコホテルズ（松本市） - 2022年4月1日に東洋観光事業（茅野市※◎）より分社[11]。2008年10月1日にホテル翔峰（※◎）、諏訪湖ロイヤルホテル（※）を吸収合併。2010年11月に上高地清水屋ホテル（※）を吸収合併。
  - ホテルブエナビスタ（松本市） - 所在地は旧・本社社屋の跡地。
  - エースイン松本（松本市）
  - ホテル翔峰（松本市美ヶ原温泉）
  - 双泉の宿 朱白（諏訪市上諏訪温泉）
  - 上高地ルミエスタホテル（松本市安曇地区上高地、旧称・上高地清水屋ホテル）
  - アルピコプラザホテル（松本市）2017年11月1日～[12]。1982年9月開業の松本東急REIホテルから運営引継ぎ[13]。

### レジャー

#### 観光
- アルピコ長野トラベル（長野市） - 2015年4月にアルピコ観光サービスと長野トラベルが合併。
- 蓼科高原カントリークラブ（アルピコリゾート&ライフ、茅野市蓼科高原）
- 諏訪湖サービスエリア（アルピコ交通、諏訪市）
- 梓川サービスエリア（上り線）（アルピコ交通、安曇野市）
- 姨捨サービスエリア（上下線）（アルピコ交通、千曲市）

#### 不動産開発
- アルピコ交通蓼科高原別荘地（アルピコ蓼科高原リゾート、茅野市蓼科高原）
- 東洋観光蓼科高原別荘地（アルピコリゾート&ライフ、茅野市蓼科高原）
- 八ヶ岳中央高原四季の森（アルピコリゾート&ライフ、原村）

### 自動車サービス
- アルピコ自工（松本市） ※ - 2020年10月1日に、アルピコ交通に吸収合併。
- 信州トーヨー（TOYO TIRE長野県代理店、松本市） ※  - 2007年11月1日に、タイヤ卸売事業の営業権をトーヨータイヤジャパン（東洋ゴム工業子会社）に譲渡。

### 流通・システム事業・その他

#### 流通
- デリシア（松本市） ※◎ - 2000年10月、松電商事からアップルランドに商号変更。2009年1月1日に広丘ショッピングタウン（塩尻市）を、2016年4月1日にマツヤ（長野市、2015年12月にアルピコグループ入り）を吸収合併し、現商号に変更。

#### システム事業
- アマック（松本市） - 2008年10月1日に、アルピコエージェンシー（※）を吸収合併。2012年3月31日、広告事業をアルピコ交通へ、カード事業はアップルランドへそれぞれ移管し、解散。

#### その他
- アルピコ保険リース（損害保険、松本市） ※
- アルピコ建設（松本市） ※ - 1993年7月に、松電建工から商号変更。2009年3月31日解散。
- 松電事業協同組合（松本市） ※

### アルピコグループを離れた企業
- アルピコ通商（松本市） ※ 2009年6月5日に、高沢産業に事業譲渡。
- 松本運送（塩尻市） ※ 2009年6月10日に、ハマキョウレックスに事業譲渡。
- 信州ドライビングスクールグループ（信州ジャパン、塩尻市） - 2012年7月2日に、東洋観光事業から分社させ、同日付けでSDSグループに事業譲渡。
  - アルピコ自動車学校中央校→信州塩尻自動車学校（塩尻市）
  - アルピコ自動車学校松本校→信州松本つかま自動車学校（松本市）
  - アルピコ自動車学校第一校→信州松本もとまち自動車学校（松本市） - 公益法人民営化により、財団法人長野県自動車学校より事業譲渡を受けた。
  - アルピコ自動車学校中津川校→岐阜中津川自動車学校（岐阜県中津川市）
- 旧・アルピコ興業株のボウリング事業部門は2012年2月1日に共和コーポレーションに譲渡、その後もアルピコボウルの名称のままで運営されていたが、2013年3月1日にアピナボウルに改称している。
  - アルピコボウル城山→アピナボウル松本城山店　（松本市）
  - アルピコボウル豊科→アピナボウル安曇野店（安曇野市）
  - アルピコボウル篠ノ井→アピナボウル長野篠ノ井店（長野市）
  - アルピコボウル柏崎→アピナボウル柏崎店（新潟県柏崎市）